# Erzbistum Madang

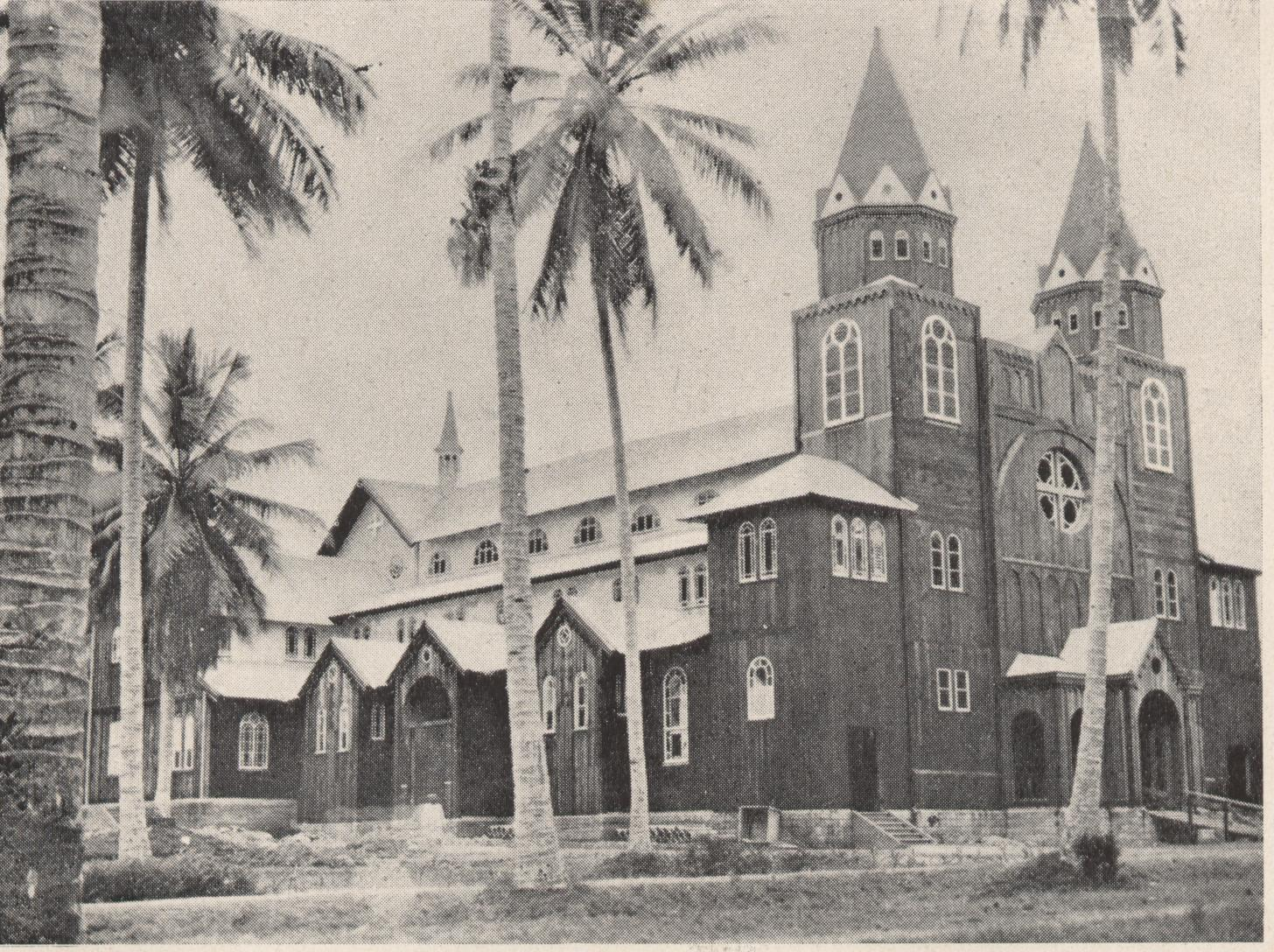
Alexishafen, Kathedrale St. Michael, zur Zeit von Bischof Wolf (1929)

Das Erzbistum Madang (lat.: Archidioecesis Madangana) ist eine in Papua-Neuguinea gelegene römisch-katholische Erzdiözese mit Sitz in Madang.

## Geschichte
Papst Leo XIII. gründete die Apostolische Präfektur Kaiser-Wilhelms-Land am 24. Februar 1896 aus Gebietsabtretungen des Apostolischen Vikariates Neupommern. Papst Pius X. teilte sie am 25. Juli 1913 in die Apostolischen Präfekturen Östliches Kaiser-Wilhelms-Land und Westliches Kaiser-Wilhelms-Land.
Am 23. November 1922 wurde sie mit der Apostolischen Konstitution Incumbentis Nobis zum Apostolischen Vikariat erhoben und nahm den Namen, Apostolisches Vikariat Ostneuguinea, an. Es nahm den Namen, Apostolisches Vikariat Alexishafen, am 15. Mai 1952 an. Das Vikariat gab am 18. Juni 1959 Teile seines Territoriums zugunsten der Errichtung der drei Apostolischen Vikariate Mount Hagen, Lae und Goroka ab. In den Rang eines Metropolitanerzbistums wurde es mit der Bulle Laeta incrementa am 15. November 1966 erhoben und nahm den heutigen Namen an.

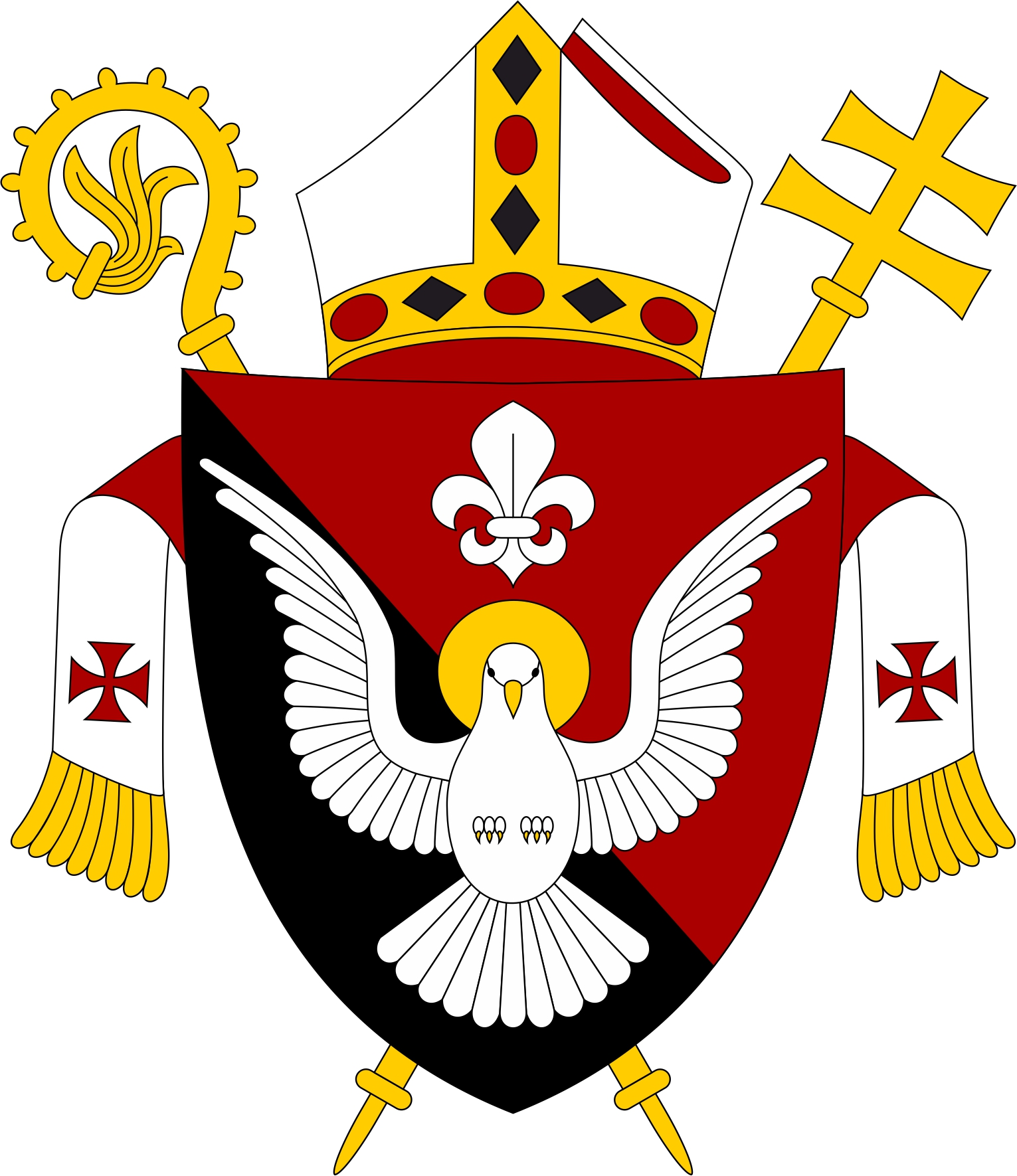
Wappen des Erzbistums

## Ordinarien

### Apostolischer Präfekt des Kaiser-Wilhelms-Landes
- Eberhard Limbrock SVD (1900 – 25. Juli 1913)

### Apostolischer Präfekt des Östlichen Kaiser-Wilhelms-Landes
- Eberhard Limbrock SVD (25. Juli 1913 – 1914)
  - Andreas Puff SVD (1914–1923; Administrator)

### Apostolische Vikare von Ostneuguinea
- Franziskus Wolf SVD (24. November 1922 – 23. Februar 1944)
  - Wilhelm van Baar SVD (1944–1948; Apostolischer Administrator)
- Stephen Anthony Appelhans SVD (8. Juli 1948 – 16. Juli 1951)

### Apostolischer Vikar von Alexishafen
- Adolph Alexander Noser SVD (8. Januar 1953 – 15. November 1966)

### Erzbischöfe von Madang
- Adolph Alexander Noser SVD (15. November 1966 – 19. Dezember 1975)
- Leo Arkfeld SVD (19. Dezember 1975 – 31. Dezember 1987)
- Benedict To Varpin (31. Dezember 1987 – 24. Juli 2001)
- Wilhelm Kurtz SVD (24. Juli 2001 – 30. November 2010)
- Stephen Reichert OFMCap (30. November 2010 – 26. Juli 2019)
- Anton Bal (seit 26. Juli 2019)

## Statistik
| Jahr | Bevölkerung | Bevölkerung | Bevölkerung | Priester     | Priester         | Priester       | Priester               | Ständige Diakone | Ordensleute  | Ordensleute      | Pfarreien |
| ---- | ----------- | ----------- | ----------- | ------------ | ---------------- | -------------- | ---------------------- | ---------------- | ------------ | ---------------- | --------- |
| Jahr | Katholiken  | Einwohner   | %           | Gesamtanzahl | Diözesanpriester | Ordenspriester | Katholiken je Priester | Ständige Diakone | Ordensbrüder | Ordensschwestern |           |
| 1970 | 57.037      | 162.717     | 35,1        | 56           | 5                | 51             | 1.018                  |                  | 78           | 36               | 24        |
| 1980 | 74.900      | 226.000     | 33,1        | 46           | 5                | 41             | 1.628                  |                  | 70           | 71               | 27        |
| 1990 | 95.287      | 269.000     | 35,4        | 55           | 7                | 48             | 1.732                  |                  | 87           | 64               | 28        |
| 1999 | 128.224     | 283.154     | 45,3        | 34           | 12               | 22             | 3.771                  |                  | 57           | 95               | 29        |
| 2000 | 138.494     | 283.154     | 48,9        | 34           | 12               | 22             | 4.073                  | 2                | 57           | 95               | 29        |
| 2001 | 138.494     | 283.154     | 48,9        | 34           | 12               | 22             | 4.073                  |                  | 31           | 58               | 28        |
| 2002 | 139.956     | 283.154     | 49,4        | 34           | 12               | 22             | 4.116                  |                  | 30           | 58               | 28        |
| 2003 | 140.000     | 283.154     | 49,4        | 40           | 13               | 27             | 3.500                  |                  | 33           | 58               | 28        |
| 2004 | 142.000     | 285.154     | 49,8        | 39           | 14               | 25             | 3.641                  |                  | 31           | 56               | 28        |